# Тайль, Густав Адольф
Густав Адольф Тайль (нем. Gustav Adolf Theill; 7 февраля 1924, Ремшайд — 29 ноября 1997, Кёльн) — немецкий музыковед и композитор.
Сын крупного местного фабриканта и общественного деятеля Густава Тайля. С детства занимался церковной музыкой, однако так и не стал профессиональным музыкантом, занимаясь преимущественно народной медициной. Как музыковед посвятил свою жизнь исследованию духовных сочинений Иоганна Себастьяна Баха. В частности, Тайлю принадлежат реконструкция «Страстей по Марку» Баха, партитура которых считается утерянной (1975), двухтомная монография «К символическому языку Иоганна Себастьяна Баха» (нем. Beitrage zur Symbolsprache Johann Sebastian Bachs; 1983—1985, первая часть посвящена символике голосов, вторая — символике музыкальных инструментов), фортепианные транскрипции ряда хоралов. Собственные духовные сочинения Тайля несут следы влияния музыки Феликса Мендельсона и Макса Регера.